# جت۲.کام

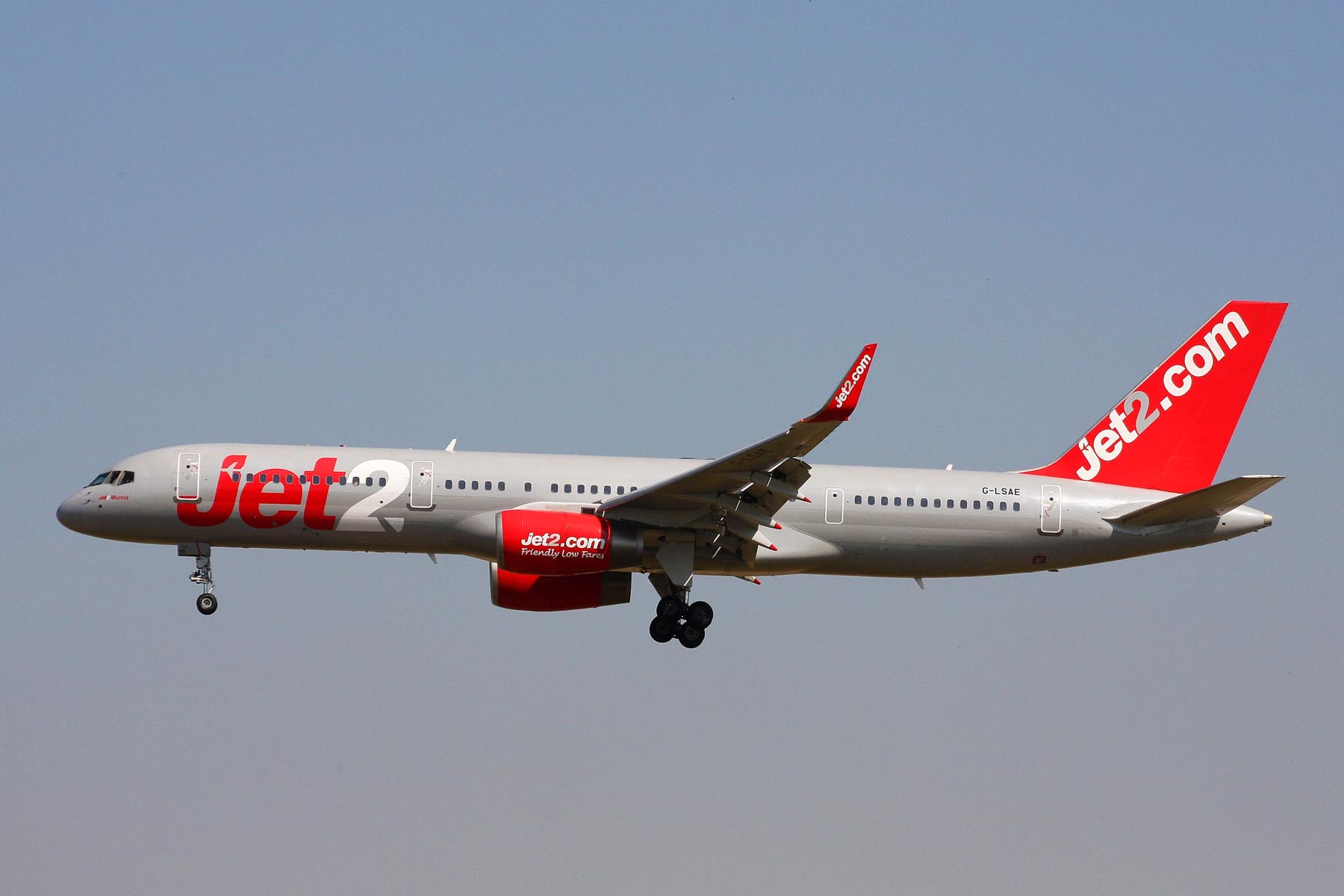
هواپیمای بوئینگ ۷۵۷ متعلق به جت۲.کام

جت۲.کام، (به انگلیسی: Jet2.com) شرکت هواپیمایی ارزان‌قیمت بریتانیایی است، که در سال ۲۰۰۲ تأسیس شد و در حال حاضر روزانه به ۶۵ مقصد پروازهای مستقیم دارد.
دفتر مرکزی شرکت جت۲.کام در فرودگاه بین‌المللی لیدز برادفورد، بریتانیا قرار دارد و فرودگاه آلیکانته-الچه، فرودگاه بین‌المللی بلفاست، فرودگاه بین‌المللی بلکپول، فرودگاه ایست میدلند، فرودگاه ادینبرو، فرودگاه بین‌المللی گلاسگو، فرودگاه بین‌المللی لیدز برادفورد، فرودگاه منچستر و فرودگاه نیوکاسل، قطب‌های این شرکت هواپیمایی به‌شمار می‌آیند. شرکت جت۲.کام در حال حاضر در ناوگان هوایی خود، دارای ۵۴ فروند هواپیمای جت مسافربری می‌باشد.